# Adelchi (Carmelo Bene)
L'Adelchi è uno spettacolo teatrale del 1984, riedito nel 1997, diretto e interpretato da Carmelo Bene, tratto dall'omonima tragedia di Alessandro Manzoni.

## Edizioni
Teatro:
- 1984 - L'Adelchi di Alessandro Manzoni (in forma di concerto), uno studio di Carmelo Bene e Giuseppe Di Leva. Nel bicentenario della nascita di Alessandro Manzoni. Con Anna Perino. Musiche di Gaetano Giani Luporini. Direttore d'orchestra: E. Collina. Orchestra e coro della RAI di Milano. Percussioni dal vivo: Antonio Striano. Milano, Teatro Lirico (23 febbraio 1984).
- 1997 - Adelchi di Manzoni, spettacolo in forma di concerto (II edizione). In memoria di Antonio Striano. Con Elisabetta Pozzi. Musiche di Gaetano Giani Luporini. Costumi: L. Viglietti. Roma, Teatro Quirino (8 ottobre 1997).

Televisione:
- 1984 – L'Adelchi di Alessandro Manzoni (in forma di concerto); da uno studio di C. B. e Giuseppe Di Leva L'Adelchi o la volgarità del politico; regia e interprete principale C. B.; regia televisiva Carlo Battistoni; musiche Gaetano Giani Luporini; altri interpreti: Ermengarda – Anna Perino; percussioni live Antonio Striano; registrato al Teatro Lirico di Milano 1984; trasmesso il 9/9/1985, Rai 2.

Discografia:
- 1984 – L'Adelchi di Alessandro Manzoni; uno studio di Carmelo Bene e Giuseppe Di Leva; musiche di Gaetano Giani Luporini, orchestra sinfonica e coro di Milano della Rai; Direttore E. Collina, maestro del coro M. Balderi; voce principale C. B.; Ermengarda: A. Perino; percussioni Antonio Striano; registrato in occasione delle recite al Teatro Lirico di Milano febbraio – marzo 1984; produzione a cura di A, Pischedda; regia del mixaggio C. B.; tecnici del suono L. Cavallarin, G. Jametti; Fonit-Cetra.

Radio:
- 1984 – L'Adelchi; da Alessandro Manzoni